# The Incredible Hulk (jeu vidéo, 2008)
The Incredible Hulk est un jeu vidéo d'action-aventure développé par Edge of Reality et édité par Sega sur Wii, PlayStation 2, PlayStation 3, Xbox 360 et Windows en juin 2008. Parallèlement, une version exclusive sur Nintendo DS, du fait de son format portable, a été développée par Amaze Entertainment.

## Synopsis
Bruce Banner, un simple scientifique, se retrouve doté de capacités surhumaines à la suite d'un accident et essaie de combattre le monstre qui est en lui. Il deviendra Hulk mais sera pourchassé par l'armée qui s'intéresse à ses pouvoirs, surtout le général Ross.

## Distribution

### Voix originales
- Edward Norton : Bruce Banner / Hulk
- Liv Tyler : Betty Ross

## Accueil
En 2014, Canard PC cite le jeu dans son dossier « Les Nanars du jeu vidéo ».